# Рыжеватый мангуст
Рыжеватый мангуст (лат. Herpestes flavescens) — вид хищных млекопитающих из семейства мангустовых, обитающий в юго-западной Африке.

## Описание
Рыжеватый мангуст — это относительно маленький мангуст со стройным телосложением, размером со стройного мангуста. Оба вида имеют одинаковый вес. Длина тела составляет от 31 до 35,5 см, при этом самцы немного крупнее. Хвост той же длины, что и остальное тело. Окраска шерсти варьирует от красноватого или желтоватого до тёмно-коричневого или чёрного цвета. Череп длиной от 63 до 68 мм больше чем череп стройного мангуста, однако, меньше, чем южноафриканского мангуста. В полевых условиях рыжеватого мангуста можно перепутать с южноафриканским, ареал которого частично перекрывается.

## Распространение
Ареал вида ограничен юго-западной Африкой, где он населяет засушливые области в северо-западной Намибии и юго-западной Анголе. Рыжеватый мангуст заселяет засушливые ландшафты с редкой растительностью, избегая при этом настоящие пустыни.

## Образ жизни
Рыжеватый мангуст питается в первую очередь мелкими млекопитающими, птицами, пресмыкающимися и насекомыми. Наряду с этим он питается также личинками из трупов животных и мясистыми плодами.
Вид активен преимущественно днём. Животные ведут одиночный образ жизни, реже встречаются в группах численностью от 2-х до 3-х животных. Рядом с крупным трупом животного их численность доходила уже до пяти особей. Иногда животные вели себя агрессивно по отношению друг к другу. О размерах территории известно мало. Самец, помеченный радиопередатчиком в горах Эронго в Намибии, передвигался по территории площадью 145 га.